# Lászlótanya
Lászlótanya egykor a gróf Károlyi család tulajdonában volt vadászkastély.

## Fekvése
Füzér közigazgatási területén, a Nagy-Milic és a Hollóházáról induló  Országos Kéktúra közelében, Magyarország legészakibb pontján fekszik, Hollóházáról lehet megközelíteni.

## Története
Névadója gróf Károlyi László volt, aki az 1945–46-os inflációs időszakban, itt a lászlótanyai kastélyban készítette elő munkatársaival a forint kibocsátását. A kastély örököse is Károlyi László lett volna, azonban közbeszólt a történelem.
A II. világháború után államosították, SZOT-üdülő lett belőle, Hollóháza, Béke üdülő néven.
Az ezredforduló után privatizálták, a leggazdagabb magyarok között jegyzett vállalkozó, Wáberer György érdekeltségében levő Lászlótanya Kft.tulajdonába/kezelésébe került, aki igényesen felújíttatta. Itt van a Lászlótanya Kft. fióktelepe.
A kastély parkja Füzér 0166/4 hrsz. alatt szerepel az arborétumok jegyzékéről szóló jogszabályban. Ugyancsak műemléki védelem alá tartozik a park, mint védett történeti kert.